# جامعة أي شي (مسلسل)
جامعة أي شي هو مسلسل كويتي من إنتاج قناة فنون وعرض 1 سبتمبر 2008 من تأليف بشار عبد الحسين عبد الرضا وإخراج نور الضوي.

## فريق الممثلين
| الممثلين             |
| -------------------- |
| مشاري البلام         |
| محمد الصيرفي         |
| نادية كرم            |
| ياسة                 |
| مها سالم             |
| محمود بوشهري         |
| فيصل بوغازي          |
| مصطفى أشكناني        |
| أحمد عبد الله الشمري |
| شيماء علي            |
| فرحان العلي          |
| محمد أكوا            |
| أحمد البارود         |
| إسماعيل سرور         |
| أحمد الشمري          |
| نواف القريشي         |
| فهد باسم             |
| عبد العزيز بوشهري    |